# Paulo da Gama

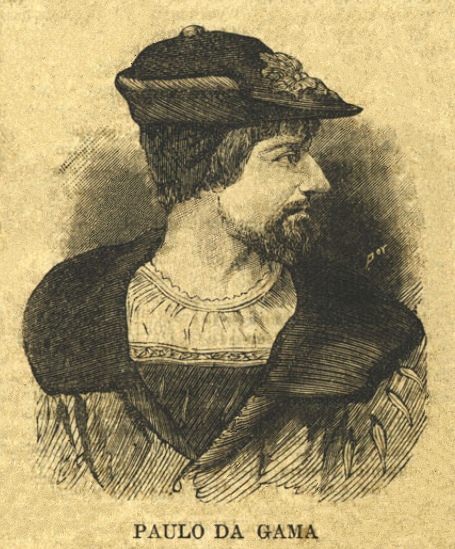
Paulo da Gama

Paulo da Gama (* um 1465 in Olivença; † August 1499 in Angra do Heroismo/Terceira) war ein portugiesischer Seefahrer und Entdecker.

## Person
Paulo da Gama entstammte dem portugiesischen Adel. Seine Eltern waren Estêvão da Gama (Gouverneur von Sines und Silves) und Isabel Sodré, deren Familie ursprünglich aus England stammte und über gute familiäre Beziehungen zum Orden der Christusritter verfügte. Beide hatten gemeinsam mindestens fünf Kinder, einige Autoren gehen von sieben bzw. acht aus.
Da Gamas Vater gehörte zum Ritterorden von Santiago und war Komtur von Cercal sowie seit 1479 Verwalter (portugiesisch alcaide-mor) der Stadt Sines, die ebenfalls dem Santiago-Orden gehörte. Die Familie seines Vaters stammte aus dem südlichen Alentejo, war ursprünglich mit dem Ritterorden von Avis verbunden und wechselte erst später zum Ritterorden von Santiago. Estêvão da Gama gehörte zum Hause des Prinzen Dom Fernando, der auch Großmeister des (portugiesischen) Ordens von Santiago war. Später schloss sich Estêvão da Gama dessen Sohn, Dom Diogo an, Herzog von Viseu und Administrator des Ordens der Christusritter.  
Paulo da Gama ist der ältere Bruder des Vasco da Gama. Er stand im Schatten seines gefeierten jüngeren Bruders. Anfang 1497 verletze Paulo da Gama einen Richter in Setubal, weswegen er geächtet wurde und floh.

## Entdeckungsreise
Historisch belegt ist lediglich eine Entdeckungsreise:
8. Juli 1497 (Restelo) – 18. September 1499 (Lissabon): Umstritten ist, wie es dazu kam, dass König Manuel I. Paulo da Gamas Bruder Vasco da Gama als Generalkapitän in seinem Schutzbrief einsetzte. Die Flotte bestand aus vier Schiffen und maximal 180 Mann Besatzung, Vasco übernahm das Führungsschiff São Gabriel mit Steuermann Pero de Alenquer und Schreiber Diogo Dias (Bruder des Bartolomeu Dias). Auf der São Rafael befanden sich Kapitän Paulo da Gama, der Steuermann João de Coimbra und Schreiber João de Sá. Die Berrio übernahmen der Kapitän Nicolau Coelho (Bruder des Gonçalo Coelho), Steuermann Pêro Escolar und Schreiber Alvaro de Braga. Das Proviantschiff São Maria übernahm Goncalo Nunez. Insgesamt zählte die Besatzung etwa 180 Mann, es kehrten jedoch nur 55 zurück. Am 15. Juli 1497 erreichten sie die Kanarischen Inseln, am 4. November 1497 tauchte die südafrikanische Sankt-Helena-Bucht auf. Das Kap der guten Hoffnung kam am 18. November 1497 in Sicht. Nach der Mossel Bay (25. November 1497) sichtete die Mannschaft am 25. Dezember 1497 Natal und landete am 7. April 1498 in Mombasa. 
Die indische Hafenstadt Calicut erreichte die Flotte am 20. Mai 1498. In Calicut verbrachten sie ungefähr 70 Tage, am 20. November 1498 verließen sie Cananor, bis zum 10. Dezember 1498 hielten sie sich auf der Insel Angediva auf, und am 20. Januar 1499 verließen sie Indien von Melinde aus in Richtung Lissabon. Kapitän Coelho kehrte frühzeitig am 10. Juli 1499 zurück, Vasco da Gamas an Tuberkulose erkrankter Bruder Paulo wurde im August 1499 auf der Insel Santiago durch João de Sá als Kapitän der São Rafael ersetzt, Paulo da Gama verstarb in der dritten August-Woche 1499 auf Terceira. Vasco da Gama kehrte deshalb erst frühestens am 29. August 1499 nach Lissabon zurück.

## Grab
Paulo da Gama ist begraben im Kloster São Francisco auf Angra do Heroismo/Terceira (Azoren).